# Rosa van Doorn
Rosa van Doorn (25 de abril de 2001) es una deportista neerlandesa que compite en ciclismo de montaña en la disciplina de campo a través. Ganó una medalla de oro en el Campeonato Europeo de Ciclismo de Montaña en Maratón de 2024.

## Medallero internacional
| Campeonato Europeo | Campeonato Europeo | Campeonato Europeo | Campeonato Europeo |
| Año                | Lugar              | Medalla            | Competición        |
| ------------------ | ------------------ | ------------------ | ------------------ |
| 2024               | Viborg (Dinamarca) | Medalla de oro     | Campo a través     |